# Sierra Madre Villa
Sierra Madre Villa - naziemna stacja metra w Los Angeles i jest obsługiwana przez pociągi linii A metra w Los Angeles. Mieści się pomiędzy jezdniami autostrady międzystanowej nr 210 w mieście Pasadena. Nazwa stacji pochodzi od pobliskiej alei Sierra Madre Villa Avenue.
Przy stacji, na narożniku alei Sierra Madre Villa Avenue i ulicy North Halstead Street zlokalizowany jest pięciopiętrowy parking typu Parkuj i Jedź na 950 miejsc. Ze stacją połączony jest nadziemnym przejściem.

## Godziny kursowania
Tramwaje jeżdżą w przybliżeniu pomiędzy 4:30 a 23:45 w nocy. Tramwaje kursują z częstotliwością co osiem minut w godzinach szczytu od poniedziałku do piątku. W tygodniu w ciągu dnia i w weekendy w godzinach od 7 do 19 tramwaje jeżdżą co dziesięć minut. W nocy i wczesnym rankiem  tramwaje wykonują kursy z częstotliwością dziesięciominutową każdego dnia.     

## Połączenia autobusowe
Od dnia 10 grudnia 2023 roku, są dostępne następujące połączenia:
- Foothill Transit: 187
- Los Angeles Metro Bus: 256, 266, 268, Express 487
- Pasadena Transit: 31, 32, 40, 60